# Spain Rodriguez
Spain Rodriguez (março de 1940 – novembro de 2012), nome artístico de Manuel Rodriguez, foi um escritor e desenhista de quadrinhos, famoso por seu personagem Trashman. Spain foi um importante membro do movimento artístico norte-americano de quadrinhos para adultos chamado underground comix da década de 60.